# Oberweser
Oberweser település Németországban, Hessen tartományban. Lakosainak száma 3206 fő (2017. december 31.).

## Népesség
A település népességének változása:

| 2014 | 3 278 |
| 2017 | 3 206 |